# Libnotes (Libnotes) scutellata
Libnotes (Libnotes) scutellata is een tweevleugelige uit de familie steltmuggen (Limoniidae). De soort komt voor in het Oriëntaals gebied.